# Blutiger Strand
Blutiger Strand (Originaltitel: Beach Red) ist ein US-amerikanischer Kriegsfilm von Cornel Wilde aus dem Jahr 1967. Der Film, an dessen Drehbuch Regisseur, Hauptdarsteller und Produzent Wilde unter dem Pseudonym Jefferson Pascal mitarbeitete, basiert auf dem gleichnamigen Roman von Peter Bowman. Deutschland-Premiere war am 26. April 1968.

## Handlung
Während des Krieges im Pazifik landet ein Bataillon von US-Marines auf einer philippinischen Insel, die von den Japanern besetzt ist. Unter dem Kommando von Captain McDonald kämpfen sich die Soldaten voran, erleiden dabei jedoch schwere Verluste. McDonald wird an der Schulter verwundet, doch er führt seine Leute weiter in ein Waldstück. Dort wird ein Lager errichtet. Die Amerikaner machen sich auf die Suche nach ihren Feinden.
Während einer Gefechtspause erinnern sich die Soldaten an ihr Zivilleben. Auch die japanischen Soldaten unter dem Kommando von Captain Tanaka denken an ihre Familien und ihre Heimat. McDonald schickt den nervösen Jüngling Cliff, dessen Vater ein Pfarrer ist, und den Frauenheld Egan auf eine Erkundungsmission. Sie können über Funk die Feindpositionen durchgeben, geraten aber auf ihrem Rückweg in einen Hinterhalt. Egan wird getötet, Cliff und der junge Japaner Nakano werden schwer verwundet. Cliff bekommt Mitleid und gibt Nakano seine Feldflasche. Im Gegenzug bietet Nakano Cliff seine Zigaretten an. In diesem Augenblick erreicht der sadistische Sergeant Honeywell die beiden Verwundeten und tötet den jungen Japaner. Captain McDonald blickt um sich und beklagt den Wahnsinn des Krieges.

## Hintergrund
Cornel Wilde arbeitete hier zum dritten Mal in der Personalunion Regisseur, Produzent, Hauptdarsteller und Drehbuchautor. Für Burr DeBenning war es die erste Rolle in einem Kinofilm, für Jean Wallace die vorletzte. Die Soldaten der japanischen Armee wurden von philippinischen Armeeangehörigen dargestellt. Der militärische Berater des Films war Colonel James C. Murray.
Der Film kommt mit nur einem Musikstück aus, dem Titelsong, der von Antonino Buenaventura komponiert und von Joan Wallace gesungen wurde.

## Kritiken
Für das Lexikon des Internationalen Films war Blutiger Strand „ein konventioneller Film, der sein Thema, den Krieg als unmenschlich zu entlarven, nicht eindeutig vorträgt. Die allzu plakative Darstellung von Kriegsgräueln beeinträchtigt die beabsichtigte Wirkung.“ Der Evangelische Film-Beobachter gelangte zu einer ähnlichen Einschätzung: „Heldenlied der US-Mariners aus Weltkrieg II mit leichtem Antikriegs-Drall. Der Versuch, für gegenseitiges Verständnis zu plädieren, mißlang. Die Aussagekraft ist zu gering, das Sadistische überwiegt.“ Die Filmzeitschrift Cinema dagegen fand den Film „packend“. „Die realistisch inszenierte Landung, Rückblenden und Erzählstimme boten die perfekte Vorlage für die Antikriegsklassiker ‚Der Soldat James Ryan‘ und ‚Der schmale Grat‘.“
Variety sah den Film seinerzeit ebenfalls positiv. Er habe eine „ehrliche Aussage“, die „Abwesenheit der üblichen Stereotypen“ falle auf. Channel 4 hob Wildes Gebrauch von Rückblenden hervor, durch die der Film an „psychologischer Tiefe gewinnt“.

## Auszeichnungen
Editor Frank P. Keller war 1968 für zwei Auszeichnungen nominiert: für den Oscar (Bester Schnitt) und für den „Eddie“ der American Cinema Editors.